# Кикертавак

Кикертавак (на английски: Kikkertavak) е деветият по големина остров в провинция Нюфаундленд и Лабрадор. Площта му е 140 km², която му отрежда 134-то място сред островите на Канада. Необитаем.
Островът се намира само на 600 m от източния бряг на полуостров Лабрадор и на 3,5 km южно от по-големия остров Пол, от който го отделят островите Сатосоак, Палунгитак, Такток и Ниатак. Южно от Кикертавак се намира остров Киувик, а източно – островите Нохалик и Нукасусуток.
Бреговата линия с дължина 114 km е силно разчленена. На южното крайбрежие, дълбоко в сушата (7,3 km) се врязва залива Игуак, а на източното – безименен залив с дължина 6,3 km. Дължината на острова от запад на изток е 24,6 km, а максималната му ширина е 9,6 km в източната част.
Релефът е хълмист и нископланински с маскимална височина от 384 m в югозападната част. Има няколко малки езера. Югозападната част на острова е покрита с тундрова растителност, а останалата по-голяма част са предимно голи скали, обрасли с мъхове и лишеи.
Източното крайбрежие на острова най-вероятно е открито от португалския мореплавател Гашпар Кортереал (1450-1501) през 1500 – 1501 г., а островното му положение е доказано чак през XIX в. след извършване на детайлни топографски картирания по цялото източно крайбрежие на п-ов Лабрадор.